# Валинуров, Ринат Гаянович
Ринат Гаянович Валинуров (род. 27 мая 1952, Аскино, Аскинский район, Башкирская АССР, РСФСР, СССР) — российский психиатр. Доктор медицинских наук, профессор. Заслуженный врач Российской Федерации (1995).

## Биография
Ринат Гаянович Валинуров родился 27 мая 1952 года в Аскино. Из семьи служащих.
После окончания школы поступил в Башкирский медицинский институт имени XV-летия ВЛКСМ на лечебный факультет.
В 1976 году по окончании института прошел годичную интернатуру по психиатрии на базе Башкирской республиканской психиатрической больницы.
С первых дней работы отличался большим трудолюбием, упорством в освоении трудной работы врача-психиатра, умелым подходом к тяжелым больным с психическими расстройствами, большой выдержкой, умело сочетал работу врача-психиатра и общественную работу, являясь одним из лучших профоргов в больнице, а в 1980 году Р.Г. Валинуров был признан лучшим профоргом  республики, награждён нагрудным знаком ВЦСПС. 
С 1996 года — главный специалист-психиатр МЗ РБ, с 2000 года — главный врач объединенной Республиканской психиатрической больницы МЗ РБ с 3000 коечной мощностью, одновременно председатель регионального отделения Республики Башкортостан ОО Российского общества психиатров, член Президиума и Правления общества психиатров России, член межведомственной рабочей группы по совершенствованию организации деятельности государственных судебно-экспертных учреждений, аккредитованный эксперт Федеральной службы по надзору в сфере здравоохранения и социального развития РФ, с 2009 года — главный специалист судебно-психиатрический эксперт Приволжского федерального округа МЗ РФ, с 2014 года — главный специалист психиатр Приволжского федерального округа МЗ РФ.
С первых дней работы в должности главного врача проявил себя серьезным, дисциплинированным, исполнительным организатором здравоохранения.
Впервые в Республике Башкортостан им была создана бригадная форма обслуживания больных; впервые в РФ в 1988 году открыты специализированные отделения для принудительного лечения психически больных, совершивших тяжкие правонарушения; в 1995 году отделение алкогольных психозов с блоком интенсивной терапии; реабилитационные отделения для душевнобольных. В 1989 году первым в СССР открыл бюджетно-хозрасчетное геронтопсихиатрическое отделение, в 1995 году впервые в РБ было организовано общежитие для психически больных утративших социальные связи. В 1999 году успешно защитил докторскую диссертацию по специальностям: психиатрия, социальная гигиена и организация здравоохранения, признанной лучшей научной работой года в России. В 2000 году было открыто единственное в России реабилитационное отделение для оказания комплексной медико-психологической, психотерапевтической и психиатрической помощи для восстановительного лечения и реабилитации лиц с отдаленными последствиями посттравматических стрессовых расстройств — участников локальных войн, бывших военнослужащих Российской армии и спецслужб, принимавших участие в военных действиях в горячих точках. В 2001 году организовал Детский Центр патологии речи и высших корковых функций. В 2002 году на базе Республиканской психиатрической больницы открыл три психотерапевтических отделения. Одно из них — отделение «кризисных состояний» с круглосуточным «телефоном доверия», работающее в тесном контакте с Республиканским Центром медицины катастроф и предназначенное для психологической реабилитации пострадавших и их родственников при транспортных и техногенных авариях, пожарах, наводнениях и т. д. Сформировал восемь специализированных врачебных бригад быстрого реагирования для оказания психиатрической, психотерапевтической и психологической помощи при чрезвычайных происшествиях. В 2003 году открыл генетическую лабораторию для определения наследственной предрасположенности к психическим и психосоматическим заболеваниям. Благодаря его усилиям создана современная типовая психиатрическая больница, не имеющая аналогов в Российской Федерации, комфортабельные одно-, двух-, четырехместные палаты, блочной модульной системы по проекту профессора Казаковцева (по 25 коек каждый, в среднем по 24-35 кв.м. на больного). Благодаря рациональной организации лечебно-диагностической работы за последние годы значительно улучшился оборот койки, уменьшилась средняя длительность пребывания больных, отсутствует инфекционная заболеваемость, летальность сократилась в 15 раз.
На проходившем в ноябре 2010 года XV съезде психиатров России больница отмечена как одна из лучших в Российской Федерации и награждена почетной грамотой за инновационные технологии в психиатрии, на XVI съезде психиатров России, проходившем в 2015 году в г. Казани, Республиканская клиническая психиатрическая больница № 1 МЗ РБ по итогам работы заслуженно награждена Почетной грамотой.
Под его руководством подготовлено и защищено 8 кандидатских диссертаций. Им опубликовано 312 научных работ, монографий и учебно-методических пособий, изданных в российских и зарубежных научных изданиях.
Большой опыт врача, ученого и организатора здравоохранения позволили Р. Г. Валинурову сплотить вокруг себя большой коллектив единомышленников и создать башкирскую школу психиатрии. Заведуя курсом психиатрии и наркологии ИДПО Башкирского Государственного Медицинского Университета, профессор Валинуров взрастил плеяду талантливых и целеустремленных врачей-психиатров, организаторов здравоохранения, финансовых работников и ученых, которые трудятся в психиатрических больницах не только Башкирии, но и крупнейших учреждениях психиатрического профиля России и Европы. Сегодня ученики профессора Р. Г. Валинурова занимают ведущие должности в государственных органах исполнительной власти, министерствах и ведомствах, успешно руководят крупными республиканскими учреждениями.

## Общественная деятельность
Депутат Государственного Собрания-Курултая РБ четвертого созыва.

## Награды
- Государственные медали, грамоты и ценные подарки.
- Отличник здравоохранения (СССР) — за значительный вклад в дело организации психиатрической помощи населению.
- Отличник здравоохранения Российской Федерации.
- Отличник здравоохранения Республики Башкортостан.
- Заслуженный врач Республики Башкортостан (1989).
- Заслуженный врач Российской Федерации (1995).
- Нагрудный знак «За отличие в борьбе с преступностью» (МВД) (2001).
- Лучший врач-психиатр Российской Федерации (2004).
- Почётный знак «За особый вклад в развитие законодательства Республики Башкортостан» (2012).
- Орден Дружбы (3 мая 2018) — за заслуги в сфере здравоохранения и многолетнюю добросовестную работу[1].